# Смяч (Новгород-Сіверський район)
Смяч — село в Україні, у Новгород-Сіверській міській громаді Новгород-Сіверського району Чернігівської області. До 2020 орган місцевого самоврядування — Смяцька сільська рада.
Населення становить 491 особа.

## Історія
За даними на 1859 рік у власницькому селі Новгород-Сіверського повіту Чернігівської губернії мешкало 1116 осіб (568 чоловічої статі та 548 — жіночої), налічувалось 125 дворових господарств, існувала православна церква й сукновальня.
Станом на 1886 у колишньому власницькому селі Мамекинської волості мешкало 1078 осіб налічувалось 216 дворових господарств, існували постоялий будинок, лавка, водяний млин, крупорушка, сукновальня.
За даними на 1893 рік у поселенні мешкало 1759 осіб (856 чоловічої статі та 903 — жіночої), налічувалось 263 дворових господарства.
За переписом 1897 року кількість мешканців зросла до 1816 осіб (872 чоловічої статі та 944 — жіночої), з яких 1798 — православної віри.
12 червня 2020 року, відповідно до розпорядження Кабінету Міністрів України № 730-р «Про визначення адміністративних центрів та затвердження територій територіальних громад Чернігівської області», увійшло до складу Новгород-Сіверської міської громади.
19 липня 2020 року, в результаті адміністративно - територіальної реформи та ліквідації колишнього Новгород-Сіверського району, село увійшло до новоствореного Новгород-Сіверського району Чернігівської області.

## Населення

### Мова
Розподіл населення за рідною мовою за даними перепису 2001 року:
| Мова       | Кількість | Відсоток |
| ---------- | --------- | -------- |
| українська | 379       | 77.19%   |
| російська  | 112       | 22.81%   |
| Усього     | 491       | 100%     |

## Люди
- Озерський Юрій Іванович (1896-1937) — український державний і освітній діяч.
- Кривулько Василь Степанович (1936) — залізничний, профспілковий і громадський діяч.